# South Pasadena (Florida)
South Pasadena es una ciudad ubicada en el condado de Pinellas en el estado estadounidense de Florida. En el Censo de 2010 tenía una población de 4.964 habitantes. Tiene una población estimada, a mediados de 2019, de 5.095 habitantes.

## Geografía
South Pasadena se encuentra ubicada en las coordenadas 27°45′11″N 82°44′21″O / 27.75306, -82.73917. Según la Oficina del Censo de los Estados Unidos, South Pasadena tiene una superficie total de 3.09 km², de la cual 1.58 km² corresponden a tierra firme y 1.51 km² es agua.

## Demografía
Según el censo de 2010, había 4.964 personas residiendo en South Pasadena. La densidad de población era de 1.666,62 hab./km². De los 4.964 habitantes, South Pasadena estaba compuesto por el 95.79% blancos, el 1.81% eran afroamericanos, el 0.12% eran amerindios, el 1.07% eran asiáticos, el 0.04% eran isleños del Pacífico, el 0.6% eran de otras razas y el 0.56% pertenecían a dos o más razas. Del total de la población el 3.16% eran hispanos o latinos de cualquier raza.